# Кент, Терри
Олни Браун Терри Кент третий (англ. Olney Brown "Terry" Kent, III; 8 августа 1962, Рочестер) — американский гребец-байдарочник, выступал за сборную США в середине 1980-х — начале 1990-х годов. Участник трёх летних Олимпийских игр, серебряный призёр чемпионата мира, победитель многих регат национального и международного значения.

## Биография
Терри Кент родился 8 августа 1962 года в городе Рочестере, штат Нью-Йорк.
Первого серьёзного успеха на взрослом международном уровне добился в 1984 году, когда попал в основной состав американской национальной сборной и благодаря череде удачных выступлений удостоился права защищать честь страны на летних Олимпийских играх в Лос-Анджелесе — стартовал в двойках на дистанциях 500 и 1000 метров: в первом случае сумел дойти только до стадии полуфиналов, тогда как во втором случае пробился в финал и показал в решающем заезде четвёртый результат, немного не дотянув до призовых позиций.
Будучи одним из лидеров гребной команды США, благополучно прошёл квалификацию на Олимпийские игры 1988 года в Сеуле, где занял восьмое место в двойках на пятистах метрах и дошёл до полуфинала в четвёрках на тысяче метрах. В 1990 году побывал на чемпионате мира в польской Познани, откуда привёз награду серебряного достоинства, выигранную в зачёте двухместных экипажей совместно с Майком Хербертом на дистанции 500 метров — в финале их обошёл только советский экипаж Сергея Калесника и Анатолия Тищенко. Позже отправился представлять страну на Олимпийских играх 1992 года в Барселоне, впоследствии стал здесь девятым среди байдарок-четвёрок на километре. Вскоре по окончании этих соревнований принял решение завершить карьеру профессионального спортсмена, уступив место в команде молодым американским гребцам.